# Paul Blackthorne
Paul Blackthorne (né le 5 mars 1969) est un acteur anglais de cinéma, télévision et radio. Bien que né dans le comté de Shropshire en Angleterre, il a grandi dans différentes bases militaires en Angleterre et Allemagne. La carrière d'acteur de Blackthorne démarra par des publicités pour la télévision anglaise, et de nombreuses publicités pour la radio suivirent.
Son premier rôle d'importance au cinéma fut celui du Capitaine Andrew Russel dans le film indien Lagaan (2001). Depuis, il est principalement apparu dans des films américains et des émissions télévisées. Il a obtenu des rôles récurrents dans les séries américaines Urgences et 24 (les deux en 2004) et des rôles réguliers dans les séries Dresden, enquêtes parallèles (2007), Lipstick Jungle : Les Reines de Manhattan (2008-09) et Arrow (2012-20).
En 2017, il incarne le rôle de Gideon Hask, soldat de l'escouade Inferno de l'Empire galactique, puis lieutenant du Premier Ordre, dans le jeu vidéo Star Wars Battlefront II.

## Biographie
En plus d'être un acteur, Paul Blackthorne est un photographe accompli. Son exposition, Delhi to Manhattan, fut présentée à la Tibet House de New York d'avril à juin 2009, et les bénéfices reversés aux Villages d'enfants tibétains de Dharamsala.
En 2001, peu de temps après avoir fini le tournage de Lagaan en Inde, la ville où le tournage a eu lieu fut touchée par un tremblement de terre, y compris l'endroit où l'équipe de tournage de Lagaan séjournait. Pour aider les victimes du tremblement de terre, Blackthorne exposa ses photos dans un spectacle spécial à Londres.
Il incarne depuis 2012 le rôle de Quentin Lance, personnage principal dans la série Arrow.
En 2018, Paul Blackthorne annonce son départ de la série Arrow. Il revient cependant pour quelques épisodes des 2 dernières saisons en 2019-2020.

## Filmographie

### Cinéma
- 1998 : Romeo Thinks Again : Romeo
- 2000 : Rhythm & Blues : John
- 2000 : This Is Not an Exit: The Fictional World of Bret Easton Ellis : Victor Ward
- 2001 : Lagaan : Captain Andrew Russell
- 2001 : The Truth Game : Dan
- 2003 : Mindcrime : Homme
- 2005 : Four Corners of Suburbia : Walt Samson
- 2006 : Special : Jonas Exiler
- 2008 : Shocktrooper
- 2008 : The Gold Lunch : homme
- 2009 : Le Drôle de Noël de Scrooge : Invité #3 / Homme d'affaires no 2
- 2014 : Dumb and Dumber De : le médecin qui opère Harry

### Télévision
- 1999 : Jonathan Creek : Gino (un épisode)
- 2001 : Holby City : Guy Morton (11 épisodes)
- 2002 : Hôpital San Francisco : Dr Matt Slingerland (13 épisodes)
- 2002 : Untitled Secret Service Project : Graham Davis
- 2004 : Gramercy Park :  Jack Quinn
- 2004 : Urgences : Dr Jeremy Lawson (5 épisodes)
- 2004 : 24 heures chrono : Stephen Saunders (10 épisodes)
- 2005 : Medium : Henry Stoller
- 2006 : 50 Films to See Before You Die : Lui-même
- 2006 : Monk : Dr Aaron Polanski
- 2007 : Dresden, enquêtes parallèles : Harry Dresden
- 2007 : Big Shots : Terrence Hill
- 2008 - 2009 : Lipstick Jungle : Les Reines de Manhattan : Shane Healy
- 2009 : Burn Notice : Thomas O'Neil (1 épisode)
- 2010 : Warehouse 13 : Larry Newly (1 épisode)
- 2010 : Leverage : Tony Kadjic (2 épisodes)
- 2010 : Les Experts : Miami
- 2010 : FBI : Duo très spécial
- 2010 : The Gates : Christian Harper
- 2012 : The River : Clark Quitely
- 2012 : Les Experts (CSI : Crime Scene Investigation) : professeur Tom Laudner (épisode 17, saison 12)
- 2012 : La Diva du divan (Necessary Roughness) : Jack St. Cloud
- 2012 - 2020 : Arrow : Quentin Lance
- 2013 : Arrow: Blood Rush (web-série) : Quentin Lance (2 mini-épisodes)
- 2015 - 2018 : The Flash : Quentin Lance (saison 1, épisode 19 et saison 4, épisode 8)
- 2016 : Legends of Tomorrow : Quentin Lance (2 épisodes)
- 2019 : The InBetween : Tom Hackett

### Jeu vidéo
- 2017: Star Wars Battlefront II : Gideon Hask (membre de l'escouade Inferno)